# Margarida Ribeiro
Margarida Rosa Cassola Ribeiro, más conocida como Margarida Ribeiro (Portalegre, 15 de noviembre de 1911–Oporto, 6 de mayo de 2001) fue una profesora de primaria, investigadora, arqueóloga, y etnógrafa portuguesa.

## Biografía
La familia le proporcionó una educación exigente y rigurosa, basando en el gusto por la escritura, y la búsqueda constante de conocimientos. Sus primeras letras las aprendió en la Escuela de Corredoura, en Portalegre, y a los 12 años partió para Lisboa, donde completaría su formación, primero como interna en el Instituto do Professorado, y después en el Liceo Maria Amália Vaz de Carvalho y, más tarde, en la Escola do Magistério Primário. Por más de tres décadas, fue una maestra de escuela, jugando un papel principal de manera dinámica, innovadora y creativa con sus alumnos.
Es como profesora de escuela primaria que, entre 1941 y 1959 vivió en Coruche, período dedicado también a investigaciones rigorosas y obstinadas de historia, y etnografía de la región, publicando Estudo Histórico de Coruche (1959), una obra de su autoría de envergadura.
Los temas de la educación, del feminismo, y de la capacitación de las mujeres fueron temas recurrentes en los artículos de opinión, estudios y textos poéticos que, muy pronto, publicaba.
A inicios de la década de 1960, ingresó, como técnica de etnografía, en el Servicio Nacional de Información y Turismo, siendo más tarde Jefa de Sección de Etnografía de la Secretaría de Estado de Información, Cultura Popular y Turismo. Y cuando se retiró era técnica superior de 1.ª clase de la Sección de Etnografía de la Dirección General de Patrimonio Cultural de la Secretaría de Estado de Cultura.
El interés por la investigación histórica y etnográfica se puso de manifiesto en el curso de esa investigadora, que se asoció con figuras importantes, como Manuel Heleno, Ruy de Azevedo, y Fernando de Almeida. Colaboró con el Instituto Portugués de Arqueología, Historia, y Etnografía, la Sociedad de Geografía de Lisboa Archivado el 4 de noviembre de 2018 en Wayback Machine., la Sociedad Portuguesa de Antropología y Etnografía, y la Sociedade Martins Sarmento; ayudando a fundar la Associação Portuguesa dos Amigos dos Moinhos; fue correspondiente de la Asociación Brasileña de Folclore de São Paulo; miembro de La Société d’Ethnographie Française; directora del Boletín del Grupo de los Amigos de Montemor-o-Novo, y representó a Portugal en diversas misiones oficiales al extranjero.
Algunas de sus obras se hicieron públicas en las publicaciones científicas de renombre como Revista Lusitana, Revista de Portugal, Revista de Etnografia, O Arqueólogo Português, Ethnos, Ocidente, el Boletim Cultural da Assembleia Distrital de Lisboa, y el Boletín de la Sociedad de Geografía de Lisboa.

## Obra
Su obra es muy extensa, citándose sólo algunos de sus trabajos:
- Estudo Histórico de Coruche. Editor Ayuntamiento de Coruche, 317 pp. 1959; reedición de 2009

- Cerâmica popular de Nisa. Editor Bermejo, 32 pp. 1961

- Contribuição para o estudo da cerâmica popular portuguesa. 27 pp. 1962

- Estudos sobre a aldeia da Glória: Salvaterra de Magos. Vol. 3. Editor Revista de Portugal, 77 pp. 1963

- Notas e comentários sobre feiras e mercados. Boletim cultural da Junta Distrital de Lisboa. Editor	Ramos, Afonso & Moita, 69 pp. 1964

- Nota sobre o Couto e Vila de Galegos. 1968

- Recolecçao do polvo na costa do Algarve. 3 pp. 1970

- Estojo de prata do século XVII com a imagem de Nossa Senhora da Conceição de Vila Viçosa. 1972

- Arte popular e artesanato. 20 pp. 1972

- Cerzedelo e a sua Festa das Cruzes: elementos para o seu estudo. 1972

- Medalhao de filigrana do século XIX. 33 pp. 1973

- Olaria de uso doméstico na arquitectura conventual do século XVI. 93 pp. 1984

- Temas de etnologia: maternidade. 1990

- Olhares do Passado: Gloria do Ribatejo. 1999

- Estudos sobre Glória do Ribatejo. 2001

- Genetics of Pinus Pinaster Aiton with Cytoplasmic and Nuclear Markers. Vol. 177 de Acta Universitatis Agriculturae Sueciae: Silvestria. Editor Swedish Univ. of Agricultural Sciences, 74 pp. ISBN 91-576-6061-1, ISBN 978-91-576-6061-9 2001

## Honores

### Eponimia
- Calle Margarida Rosa Cassola Ribeiro, Distrito: Santarém[2]